# 这是我们的阵线
《这是我们的阵线》，又名《国家战士》，是马来西亚的马来语爱国歌曲。这首歌曲创作于1960年代马印对抗期间，赛夫巴哈里填词、贾马鲁丁阿里亚斯演唱，传述军人付出生命保卫国家，无畏牺牲奉献的精神，2013年拿笃冲突和2019冠状病毒马来西亚疫情 期间经过重新演绎，献给无畏奉献的前线人员。

## 歌词

### 原文
Inilah barisan kita,
Yang ikhlas berjuang.
Siap sedia berkorban,
Untuk ibu pertiwi!
Sebelum kita berjaya,
Jangan harap kami pulang!
Inilah sumpah pendekar kita,
Menuju medan bakti!
Andai kata kami gugur semua,
Taburlah bunga di atas pusara.
Kami mohon doa,
Malaysia berjaya!
Semboyan telah berbunyi,
Menuju medan bakti!

### 中文歌頌版本翻譯
請看吧！我保國衛家
在激烈戰鬥裡
血染犧牲我不遲疑
親愛地祖國大地！
誓保護我們的家園
勿盼望我們的歸來
這就是我們宣誓的使命
為勝利勇敢前進！
倘若黎明前我們捐驅沙場
請將鮮花拋撒在我墓上
我們祈求上蒼
馬來西亞更輝煌！
號角聲燃起我勇氣
為勝利勇敢前進！

### 中文翻译
这是我们的队伍，
它是真诚的战斗。
随时准备了牺牲，
为了我们的祖国。
在我们没有成功之前，
不要指望我们回家！
这是我们的誓言，
向战场迈进！
假设我们全部牺牲了，
在我们的坟墓上撒上花朵吧！
我们祈祷，
马来西亚会成功！
号角已经响起，
向战场迈进！